# Сухопутні війська Швеції
Шведська Армія (швед. Svenska armén) — структура збройних сил Швеції, основним завданням якої є підготовка сухопутних військ і військ ППО. Чисельність армії значно скорочена після закінчення холодної війни. Існує окрема частина королівської гвардії — полк лейб-гвардії.

## Командування
До 1975 року головнокомандуючим шведської армії формально був король Швеції. У 1937 році була введена посада і штаб «начальника армії» (швед. chefen för armén, CA) для командування армією в мирний час. Після суттєвої реорганізації армії в 1994 році цей штаб перестав існувати як самостійна організація, а замість нього був введений пост «начальника штабу армії» (швед. chefen för arméledningen).
У 1998 році була проведена нова реорганізація, в результаті якої велика частина обов'язків начальника штабу армії перейшла до новоствореної посади «Генерального інспектора армії» (швед. generalinspektören för armén). Аналогічні посади генеральних інспекторів є також на флоті (швед. generalinspektören för marinen) і в військово-повітряних силах (швед. generalinspektören för flygvapnet).

### Начальники Армії
- Пер Сильван (швед. Per Sylvan, 1937—1940)
- Івар Гольмквіст (швед. Ivar Holmquist, 1940—1944)
- Арчибальд Дуглас (швед. Archibald Douglas, 1944—1948)
- Карл Август Еренсверд (швед. Carl August Ehrenswärd, 1948—1957)
- Торд Бонде (швед. Thord Bonde, 1957—1963)
- Курт Йоранссон (швед. Curt Göransson, 1963—1969)
- Карл Ерік Альмгрен (швед. Carl Eric Almgren, 1969—1976)
- Нільс Шельд (швед. Nils Sköld, 1976—1984)
- Ерік Бенгтссон (швед. Erik G. Bengtsson, 1984—1990)
- Оке Сагрен (швед. Åke Sagrén, 1990—1994)

### Начальники Штабу Армії
- Оке Сагрен (швед. Åke Sagrén, 1994—1996)
- Мертіль Мелін (швед. Mertil Melin, 1996—1998)

### Генеральні інспектори
- Пауль Дегерлунд, (швед. Paul Degerlund, 1998—2000)
- Альф Сандквіст, (швед. Alf Sandqvist, 2000—2005)
- Сверкер Йоранссон, (швед. Sverker Göranson, 2005—2007)
- Берндт Грундевік, (швед. Berndt Grundevik, 2007-по даний час)

## Техніка та озброєння
| Стрілецьке озброєння      |                              |        |                  |  |  |
| Bofors Ak 5CF             | автоматична гвинтівка        | 40,000 | Швеція           |  |  |
| Бронетехніка              |                              |        |                  |  |  |
| Strv 122 («Леопард» 2S)   | основний бойовий танк        | 120    | Німеччина        |  |  |
| Strv 121 («Леопард» 2A4)  | основний бойовий танк        | 160    | Німеччина        |  |  |
| CV9040                    | бойова машина піхоти         | 355    | Швеція           |  |  |
| Pbv 501                   | бойова машина піхоти         | 300    | СРСР / Німеччина |  |  |
| Pbv 401A                  | бронетранспортер             | 80     | СРСР / Болгарія  |  |  |
| Pbv 302                   | бронетранспортер             | 175    | Швеція           |  |  |
| XA-180 і XA-203           | бронетранспортер             | 170    | Фінляндія        |  |  |
| Артилерія                 |                              |        |                  |  |  |
| 155-мм САУ «Арчер»        | самохідна гаубиця            | 48     | Швеція           |  |  |
| 120-мм                    | міномет                      | 50     | Швеція           |  |  |
| 40-мм Strv 90LV           | ЗСУ                          | 30     | Швеція           |  |  |
| Протитанкове озброєння    |                              |        |                  |  |  |
| Rb55                      | ПТКР                         |        | Швеція           |  |  |
| Rb56                      | ПТКР                         |        | Швеція           |  |  |
| AT4                       | протитанковий гранатомет     |        | Швеція           |  |  |
| «Карл-Густав»             | безвідкатна гармата          |        | Швеція           |  |  |
| ППО                       |                              |        |                  |  |  |
| RBS 70 в різних варіантах | ПЗРК                         |        | Швеція           |  |  |
| RBS 90                    |                              |        | Швеція           |  |  |
| Літаки                    |                              |        |                  |  |  |
| CASA C-212                | Військово-транспортний літак | 1      | Іспанія          |  |  |
| Sperwer                   | БПЛА                         | 3      | Франція          |  |  |

## Військові звання

### Генерали та офіцери
| Категорії               | Генерали          | Генерали          | Генерали      | Генерали      | Старші офіцери | Старші офіцери | Старші офіцери  | Старші офіцери | Молодші офіцери | Молодші офіцери | Молодші офіцери | Кадети (кандидати в офіцери) | Кадети (кандидати в офіцери) |  |
| ----------------------- | ----------------- | ----------------- | ------------- | ------------- | -------------- | -------------- | --------------- | -------------- | --------------- | --------------- | --------------- | ---------------------------- | ---------------------------- |  |
|                         |                   |                   |               |               |                |                |                 |                |                 |                 |                 |                              |                              |  |
| Шведське звання         | General           | Generallöjtnant   | Generalmajor  | Brigadgeneral | Överste 1. gr  | Överste        | Överstelöjtnant | Major          | Kapten          | Löjtnant        | Fänrik          | Kadett 2 året                | Kadett 1 året                |  |
| Український відповідник | Генерал-полковник | Генерал-лейтенант | Генерал-майор | немає         | немає          | Полковник      | Підполковник    | Майор          | Капітан         | Лейтенант       | Прапорщик       | немає                        | немає                        |  |
| Скорочення              | Gen               | GenLt             | GenMj         | BrigGen       | Öv 1.gr        | Öv             | Övlt            | Mj             | Kn              | Lt              | Fk              |                              |                              |  |
|                         |                   |                   |               |               |                |                |                 |                |                 |                 |                 |                              |                              |  |

### Старшини, сержанти і солдати
|                         |            |                 |           |                  |                | Без погон |  |  |  |  |  |  |
| Шведське звання         | Fanjunkare | Sergeant        | Överfurir | Furir            | Korpral        | Menig     |  |  |  |  |  |  |
| Український відповідник | Старшина   | Старший сержант | Сержант   | Молодший сержант | Старший солдат | Солдат    |  |  |  |  |  |  |
| Скорочення              | Fj         | Sg              | ÖFu       | Fu               | Krp            |           |  |  |  |  |  |  |
|                         |            |                 |           |                  |                |           |  |  |  |  |  |  |